# Damir Matovinović
Damir Matovinović (Fiume, 1940. április 6. –) jugoszláv nemzetközi labdarúgó-játékvezető, ortopédsebész, egyetemi tanár.

## Pályafutása

### Nemzeti játékvezetés
A játékvezetői vizsgát 1962-ben tette le. 1975-ben lett az I. Liga játékvezetője. A nemzeti játékvezetéstől 1985-ben vonult vissza.

#### Nemzeti kupamérkőzések
Vezetett kupadöntők száma: 1.

##### Jugoszláv labdarúgókupa
| Időpont         | Helyszín                       | Mérkőzés típusa        | Mérkőzés                           | Eredmény | Nézők száma |
| --------------- | ------------------------------ | ---------------------- | ---------------------------------- | -------- | ----------- |
| 1982. május 23. | Crvena zvezda Stadion, Belgrád | döntő második mérkőzés | FK Crvena zvezda–GNK Dinamo Zagreb | 4 – 2    | 60 000      |

### Nemzetközi játékvezetés
A Jugoszláv labdarúgó-szövetség Játékvezető Bizottsága (JB) terjesztette fel nemzetközi játékvezetőnek, a Nemzetközi Labdarúgó-szövetség (FIFA) 1978-tól tartotta nyilván bírói keretében. A FIFA JB központi nyelvei közül a angolt beszéli. Több nemzetek közötti válogatott és klubmérkőzést vezetett, vagy működő társának partbíróként segített. A jugoszláv nemzetközi játékvezetők rangsorában, a világbajnokság-Európa-bajnokság sorrendjében többedmagával a 8. helyet foglalja el 3 találkozó szolgálatával. Az aktív nemzetközi játékvezetéstől 1985-ben búcsúzott. Válogatott mérkőzéseinek száma: 4.

#### Labdarúgó-világbajnokság
A világbajnoki döntőkhöz vezető úton Spanyolországba a XII., az 1982-es labdarúgó-világbajnokságra valamint Mexikóba a XIII., az 1986-os labdarúgó-világbajnokságra  a FIFA JB játékvezetőként alkalmazta. A FIFA JB elvárása szerint, ha nem vezetett, akkor partbíróként tevékenykedett. 1982-ben két csoportmérkőzésen 2. számú besorolást kapott. A második körben, az Ausztria–Franciaország (0:1) találkozót vezető Palotai Károly második számú segítője volt. Világbajnokságon vezetett mérkőzéseinek száma:  1 + 2 (partbíró).

##### 1982-es labdarúgó-világbajnokság

###### Selejtező mérkőzés
| Időpont              | Helyszín               | Mérkőzés típusa           | Mérkőzés                | Eredmény | Nézők száma |
| -------------------- | ---------------------- | ------------------------- | ----------------------- | -------- | ----------- |
| 1981. szeptember 23. | Lenin Stadion, Moszkva | előselejtező (3. csoport) | Szovjetunió–Törökország | 4 – 0    | 41 600      |

###### Világbajnoki mérkőzés
| Időpont          | Helyszín                               | Mérkőzés típusa              | Mérkőzés           | Eredmény | Nézők száma |
| ---------------- | -------------------------------------- | ---------------------------- | ------------------ | -------- | ----------- |
| 1982. június 23. | Manuel Ruiz de Lopera Stadion, Sevilla | csoportmérkőzés (6. csoport) | Brazília–Új-Zéland | 4 – 0    | 43 000      |

##### 1986-os labdarúgó-világbajnokság

###### Selejtező mérkőzés
| Időpont              | Helyszín                        | Mérkőzés típusa           | Mérkőzés                 | Eredmény | Nézők száma |
| -------------------- | ------------------------------- | ------------------------- | ------------------------ | -------- | ----------- |
| 1985. szeptember 25. | Evžena Rošického Stadion, Prága | előselejtező (2. csoport) | Csehszlovákia–Portugália | 1 – 0    | 10 000      |

## Sportvezetőként
A Horvát labdarúgó-szövetség JB elnöke.